# Památník francouzských partyzánů
Památník francouzských partyzánů z roku 1956 je pamětní místo na 107 francouzských partyzánů, kteří v roce 1944 bojovali a padli na Slovensku, mimo jiné také při bojích u obce Strečno i v okolí měst Martin a Vrútky, v rámci Slovenského národního povstání. 
Nachází se u obce Strečno na vyvýšenině zvané Zvonica v Žilinské kotlině v údolí Váhu u silnice mezi Žilinou a Vrútkami nedaleko od hradu Strečno ve  Strečenském průsmyku. Přímo na tomto místě bylo pochováno celkem 55 osob francouzské národnosti, kteří v roce 1944 zahynuli na Slovensku během bojů v SNP. Šlo o francouzské vojáky, kteří uprchli z německého zajetí a vytvořili zde samostatnou bojovou jednotku nazvanou Détachement Francois des combattants en Tchécoslovaquie, která spadala pod První československou partyzánskou brigádu generála M. R. Štefánka. Památník symbolizuje výraz vděčnosti slovenského lidu za obětavou francouzskou pomoc během Slovenského národního povstání.
Památník byl postaven podle návrhů  architektů Ladislava Snopka a Ladislava Beisetzera v roce 1956,
 má podobu malého obelisku na kamenném podstavci.
U památníku se nachází jedna ze zastávek naučné stezky NP Malá Fatra.